# Sugoniscus parasitus
Sugoniscus parasitus is een pissebed uit de familie Janiroidea incertae sedis. De wetenschappelijke naam van de soort is voor het eerst geldig gepubliceerd in 1972 door Robert J. Menzies & George.